# Elliotomyia
Elliotomyia – rodzaj ptaków z podrodziny kolibrów (Trochilinae) w rodzinie kolibrowatych (Trochilidae).

## Zasięg występowania
Rodzaj obejmuje gatunki występujące w Peru, Boliwii i Argentynie. 

## Morfologia
Długość ciała 9–12 cm; masa ciała samców 4,9–6,7 g, samic 4,5–6 g.

## Systematyka

### Etymologia
- Elliotia: Daniel Giraud Elliot (1835–1915) – amerykański ornitolog, członek założyciel AOU[4]. Nazwa zajęta przez Elliotia Nietner, 1856 (Coleoptera).
- Elliotomyia: Daniel Giraud Elliot (1835–1915) – amerykański ornitolog, członek-założyciel AOU; gr. μυια muia, μυιας muias „mucha”, w nawiązaniu do niewielkich rozmiarów tych ptaków[1][5]. Nowa nazwa dla Elliotia Stiles, Remsen & McGuire, 2017[1].

### Podział systematyczny
Takson wyodrębniony z Amazilia. Do rodzaju należą następujące gatunki:
- Elliotomyia chionogaster (von Tschudi, 1846) – szafirek białobrzuchy
- Elliotomyia viridicauda (von Berlepsch, 1883) – szafirek zielonosterny